# Berkay Değirmencioğlu
Berkay Can Değirmencioğlu (* 12. Januar 1993 in Osmangazi in der Provinz Bursa) ist ein türkischer Fußballspieler und steht seit August 2007 bei Fenerbahçe Istanbul unter Vertrag. Er wurde für die Spielzeit 2016/17 an den türkischen Zweitligisten Şanlıurfaspor ausgeliehen.

## Karriere

### Verein
Değirmencioğlu spielte in seiner Jugend für Bursaspor und Fenerbahçe Istanbul. Seit 2009 kam er zum Einsatz in der Reservemannschaft von Fenerbahçe und wurde zum Leistungsträger. In den Vorbereitungen zur Rückrunde der Saison 2011/12 durfte der Defensivspieler bei der Profi-Mannschaft mittrainieren, aber kam nicht zum Einsatz. In der folgenden Spielzeit gehörte Değirmencioğlu im Rahmen der Sommer-Vorbereitung zur neuen Saison 2012/13 in den Profikader. Vor Beginn der neuen Spielzeit wurde er an den türkischen Zweitligisten Denizlispor verliehen. Sein Profidebüt gab er am 3. September 2012 gegen Gaziantep Büyükşehir Belediyespor in der TFF 1. Lig, der zweithöchsten Spielklasse der Türkei.
Im Anschluss wurde Değirmencioğlu in den folgenden Spielzeiten an weitere verschiedene türkische Zweitligisten verliehen. In der Saison 2013/14 an Ankaraspor; 2014/15 an Kayserispor, mit diesem Verein erreichte er zum Saisonende die Zweitligameisterschaft und damit den Aufstieg in die Süper Lig; 2015/16 nach Izmir an Karşıyaka SK und 2016/17 an Şanlıurfaspor.

### Nationalmannschaft
Değirmencioğlu hatte zwei Einsätze in der türkischen U-20-Nationalmannschaft. Gab sein Debüt am 20. Februar 2013 bei einem Freundschaftsspiel gegen Usbekistan.
Im Rahmen der Vorbereitung zur FIFA U-20-Weltmeisterschaft 2013 wurde er in das vorläufige Turnieraufgebot der türkische U-20-Nationalmannschaft berufen, aber im späteren Verlauf wurde der Defensivspieler für das endgültige Aufgebot nicht berücksichtigt.
Im September 2013 gab er sein Debüt für die Türkische U-21-Nationalmannschaft.

## Erfolge
Mit Kayserispor
- Meister der TFF 1. Lig und Aufstieg in die Süper Lig: 2014/15